# Приключения муми-троллей
«Приключения муми-троллей» (яп. 楽しいムーミン一家 Tanoshii Muumin Ikka) — японский аниме-сериал, созданный совместно голландской компанией «Telecable Benelux B.V» и японскими анимационными студиями «Telescreen Japan Inc.» и «Visual 80» по мотивам серии детских книг финской шведскоязычной писательницы Туве Янссон. Это третий японский аниме-сериал по книгам Янссон; первый, «Moomin», был выпущен в 1969 году; второй, «New Moomin», — в 1972 году. Поскольку самой писательнице предыдущие две экранизации очень не понравились, то она крайне неохотно согласилась продать права на экранизацию в третий раз. Одним из продюсеров был брат писательницы Ларс.
Транслировался на телеканале TV Tokyo с 12 апреля 1990 года по 3 октября 1991 года. Всего выпущено 78 серий этого аниме. Сериал также был показан на территориях США (только Гавайи; на гавайском языке), Латинской Америки (кроме Бразилии), Великобритании, Норвегии (норвежский и северносаамский языки), Исландии, Хорватии, Боснии и Герцеговины, Нидерландов, Греции, Франции, Испании, Германии, Дании, Польши, Филиппинах, Эстонии, Непала (язык непали), Израиля, ЮАР (на языке африкаанс), Чехии, Словении, Фарерских островов (на фарерском языке), Венгрии, Италии, Южной Кореи, Гонконга и Швеции (шведский и северносаамский языки), России (на русском языке) Второй сезон транслировался на телеканале TV Tokyo с 10 октября 1991 года по 26 марта 1992 года. Всего выпущено 26 серий данного аниме, а 8 августа 1992 года был выпущен полнометражный фильм.
Это аниме вызвало «Бум Муми-троллей» в Японии и сильно повысило интерес японцев к Финляндии.

## Список серий (первый сезон)
- 01 — Весна в Муми-доле
- 02 — Волшебная шляпа
- 03 — Разрушенный корабль
- 04 — Необитаемый остров
- 05 — Хатифнатты
- 06 — Тофсла и Вифсла
- 07 — Чемодан
- 08 — Хобгоблин
- 09 — Девочка-невидимка
- 10 — Девочка-невидимка, часть вторая
- 11 — Крылья
- 12 — Пираты
- 13 — Последний дракон на Земле
- 14 — Наша строгая соседка
- 15 — Принцесса фрёкен Снорк
- 16 — Пришельцы из космоса
- 17 — Муми-папа убегает
- 18 — Таинственный ящик
- 19 — Джунгли
- 20 — Зоопарк
- 21 — Снусмумрик уходит на юг
- 22 — Зима в Муми-доле
- 23 — Зимние гости
- 24 — Снусмумрик спешит домой
- 25 — Маяк
- 26 — Смотритель маяка
- 27 — Тётя Джейн
- 28 — Плавучий театр
- 29 — Потерянные дети
- 30 — Солнцестояние
- 31 — Большой взрыв
- 32 — Золотая рыбка
- 33 — Дух лампы
- 34 — Воздушный змей
- 35 — Ведьма
- 36 — Рождество идёт
- 37 — Зимний костер
- 38 — Заклинание
- 39 — Взрывы в ночи
- 40 — Таинственный фейерверк
- 41 — Воры в Муми-доле
- 42 — Солнечное затмение
- 43 — Примадонна
- 44 — Подарок на день рождения
- 45 — Муми-тролль строит дом
- 46 — Леди Элайн
- 47 — Горячие источники
- 48 — Пузыри
- 49 — Тыква-великан
- 50 — Злой дух
- 51 — Ясновидящая фрёкен Снорк
- 52 — Охота за сокровищами
- 53 — Нимфа озера
- 54 — Бриллианты для Мюмлы
- 55 — Вторая молодость Муми-папы
- 56 — Волшебный ингредиент
- 57 — Материнская любовь
- 58 — Художники в Муми-доле
- 59 — Приключения Муми-папы, часть первая
- 60 — Ужасная Крошка Мю
- 61 — Муми-тролль предсказывает судьбу
- 62 — Колдовские штучки
- 63 — Приключения Муми-папы, часть вторая
- 64 — Муми-тролль и птицы
- 65 — Бал-маскарад
- 66 — Вампир
- 67 — Стул
- 68 — Последнее приключение Муми-папы
- 69 — Феникс
- 70 — Крупный улов
- 71 — Сонный гриб
- 72 — Муми-тролль и дельфин
- 73 — Пещера
- 74 — Необыкновенный подарок
- 75 — Изумруд королевы
- 76 — Муми-тролли красят дом
- 77 — Большая гонка
- 78 — На юг!.

## Персонажи
- Минами Такаяма — Муми-тролль
- Акио Оцука — Муми-папа
- Икуко Тани — Муми-мама
- Мика Канай — Фрёкен Снорк
- Такэхито Коясу — Снусмумрик
- Рэй Сакума — Мю
- Рюсэй Накао — Снифф
- Ясуюки Хирата — Снорк
- Минору Яда — Хемуль
- Масато Яманоути — Ондатр (Выхухоль)
- Юко Кобаяси — Мюмла
- Рюдзо Исино — Скрут
- Такая Хаси — Начальник полиции
- Эмико Сиратори — Голос за кадром
- Суми Симамото — Филифьонка